# Ungkaya Pukan
Ungkaya Pukan is een gemeente in de Filipijnse provincie Basilan op het gelijknamig eiland. Bij de laatste census in 2007 had de gemeente ruim 30 duizend inwoners.

## Geschiedenis
Deze gemeente is in 2006 ontstaan door afsplitsing van de gemeente Tipo-Tipo.

## Geografie

### Bestuurlijke indeling
Ungkaya Pukan is onderverdeeld in de volgende 12 barangays:
| - Amaloy - Bohe-Pahuh - Bohe-Suyak - Cabangalan - Danit - Kamamburingan | - Matata - Materling - Pipil - Sungkayut - Tongbato - Ulitan |